# ジープ帽

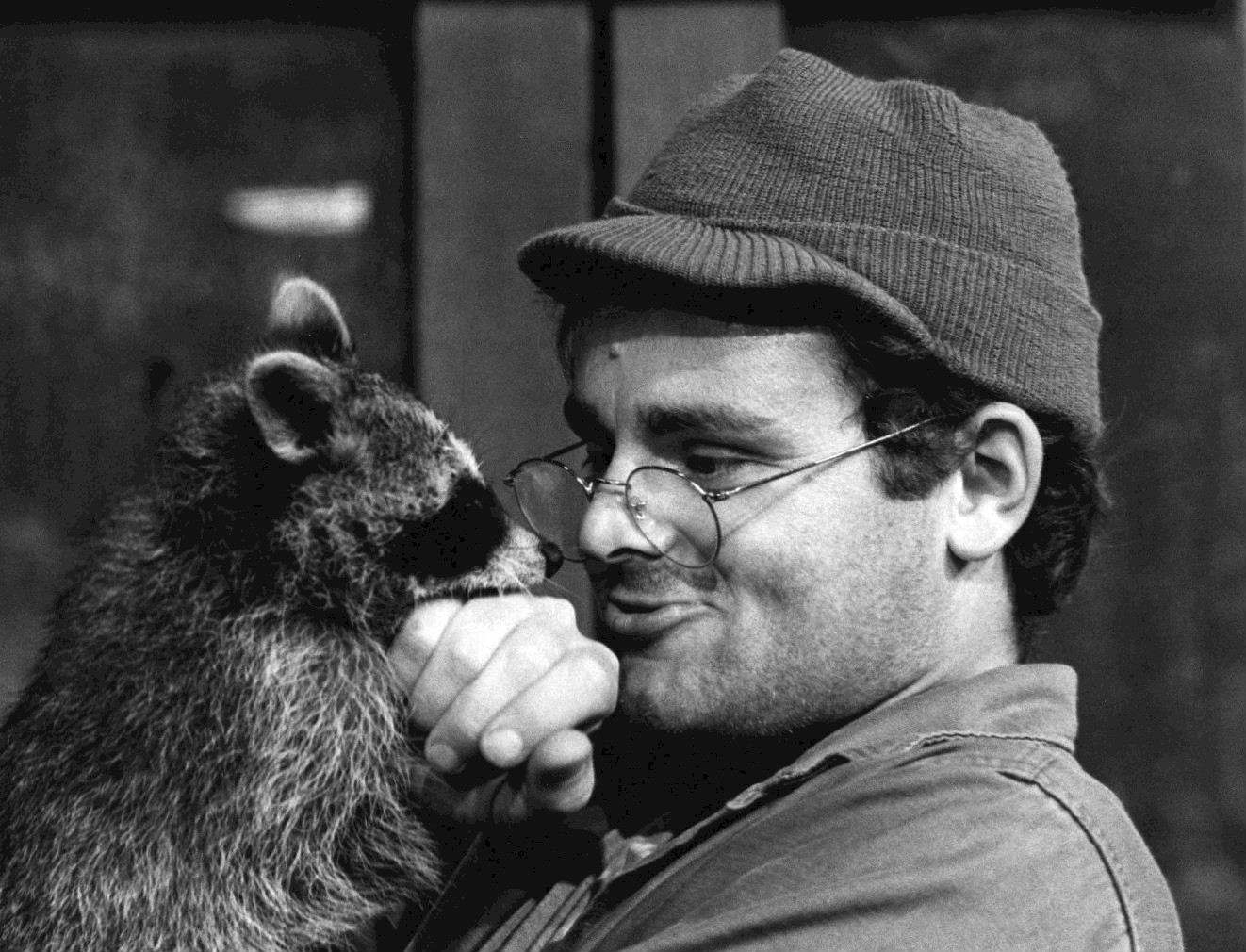
テレビドラマ『マッシュ』に登場するレイダー・オライリー伍長（演：ゲイリー・バーゴフ）。ジープ帽を被っている。

ジープ帽 (Jeep cap) とは、野球帽に似た形状のひさしがあるニット帽である。原型はアメリカ陸軍がM1941ウールニット帽 (Cap, Wool, Knit, M1941) との制式名称で支給していたものであり、かつてはウール製が主だったが、現在はアクリル製が多い。
スケートボーダーの間ではしばしばスカルキャップ (Skull cap) とも呼ばれるほか、アメリカのテレビドラマ『マッシュ』の登場人物のレイダー・オライリー伍長 (Radar O'Reilly) が着用していたことから、レイダー・キャップ (Radar cap) とも呼ばれる。

## 起源
第二次世界大戦中の1942年2月、アメリカ陸軍はいわゆるジープ帽を初めて支給した。ジープ帽はヘルメットの下に被る事を想定した略帽であり、クッションおよび防寒帽としての機能も兼ねていた。オリジナルのジープ帽は頭頂部に「ヒトデ型」(starfish pattern)と呼ばれる6本のステッチが施されていた。折り返しの部分はひさしの上部中央から広がる形状をしており、防寒のために側面の折り返しを降ろして耳を覆うこともできた。サイズは小、中、大、特大の4種のみで、いずれもオリーブドラブ色(O.D. #3)で染められたウールで編まれていた。アメリカのシットコム・テレビドラマ『OK捕虜収容所』（原題：Hogan's Heroes）の登場人物キンクロー軍曹やテレビドラマ『マッシュ』の登場人物レイダー・オライリー伍長はこのオリジナルのジープ帽を着用していた。映画『第十七捕虜収容所』でもジープ帽を被った米軍人が登場する。
元々はヘルメットの下に被ることが想定されていたが、次第に軽量で被りやすいことから通常の略帽としても広く用いられるようになった。ジープ帽は下士官兵が入隊時に受領する被服一式の一部であったが、この帽子を「非常にだらしない」「兵隊らしくない」などと感じて嫌っている将校（ジョージ・パットン将軍など）は少なくなかった。そして最終的には新式のM1943ユニフォームの採用にあわせて標準野戦帽に置換され、段階的に廃止されていくこととなった。

### 官給品
ジープ帽はアメリカ陸軍によって調達されていたが、何度かデザインに変更が加えられている。例えば折り返しをより深く、また緩くすることで下ろした時に耳の下まで覆えるようにされ、当初6本だった頭頂部のステッチは4本に減らされた。さらに折り返しはひさし部分も含めて完全に全体を囲む形となり、素材更新で伸縮性が向上した為に4種のサイズ区分も廃止されフリーサイズの帽子として支給されることになった。より暗いオリーブドラブ色、ネイビーブルー、黒など、様々な色のジープ帽もつくられるようになった。現在、この種の帽子はCap, Knit Watch RN-93084という名称で調達されている。

### 模造品
ジープ帽のデザインはラッパーやスケートボーダーなどを中心に一般のファッションにも取り入れられており、ナイキなどのスポーツ用品業者でもジープ帽を製造している。これらはおおむね官給品に倣ったデザインを取り入れているが、一方で材質はウールよりも安価なアクリルが使用される事が多く、色も多様で、刺繍やワッペンなどのワンポイントが加えられていることも多い。